# Niskot
Niskot (nep. निस्कोट) – gaun wikas samiti w zachodniej części Nepalu w strefie Dhawalagiri w dystrykcie Myagdi. Według nepalskiego spisu powszechnego z 2001 roku liczył on 406 gospodarstw domowych i 2206 mieszkańców (1141 kobiet i 1065 mężczyzn).